# モスクワ宣言 (1943年)
モスクワ宣言（モスクワせんげん、英語：Moscow Declaration）は、1943年に行われたモスクワ会談の帰結として11月1日に発表された宣言。
この宣言には「四大国宣言」、「イタリアに関する宣言」、「オーストリアに関する宣言」、「残虐行為に関する宣言」の4つの宣言が内包されており、連合国による戦後処理と戦後世界の構想を示すものとなった。

## 四大国宣言
国際連盟に代わる「国際安全保障機構の早期設立」を唱え、国際連合成立への動きとなった。この中心となるのはアメリカ合衆国、ソビエト連邦、イギリス、中華民国の四国であるとされた。実際にこの4国の政府の名で宣言されている。

## オーストリアに関する宣言
ナチス・ドイツによるオーストリア併合、すなわちアンシュルスの無効が宣言され、オーストリアを元の状態に復帰させることが決定した。この宣言においてはオーストリアは「ヒトラーの侵略政策の犠牲となった最初の自由国」であるとされる一方で、ヒトラー陣営において戦争に協力したということも付言されており、最終的な責任追及に関しては、オーストリア自身がどの程度解放に関与したのかについての考慮が不可欠であるとされた。

## 残虐行為に関する宣言
この宣言はアメリカ大統領ルーズベルト、イギリス首相チャーチル、ソ連首相スターリンによって署名された。第二次世界大戦中に行われた残虐行為を戦争犯罪として処罰することの共同の意志を表明した。日本における正式名称は「ルーズベルト大統領、チャーチル首相およびスターリン首相により署名された残虐行為に関する声明書」。
この声明書で述べられている残虐行為とは、主にドイツ軍将兵とナチス党員が関与したものを指している。

### 原則
この宣言では、次の2点の原則が提示された。
- 第1に、残虐行為を行った者は、戦後、その行為を行った地域に送還され、その国の法律によって裁判に付され処罰すること。
- 第2に、残虐行為が特定の地理的範囲を持たず、かつ、連合国諸政府の共同決定によって処罰されるべき重大犯罪人であった場合は、第1に掲げた原則に影響されない

このことは、犯罪地が特定することができる裁判・処罰と、犯罪行為が広域にわたる重大犯罪人に対する裁判・処罰という2種類の戦争犯罪処理方法について原則が確認されたものであり、後のA級戦犯、BC級戦犯という戦争犯罪の処理方法の原形を為すものと言われている。